# 路易斯·德·莉瑪
馬蒂爾達·瑪麗·贝蒂尔德·帕魯塔（英語：Mathilda Marie Berthilde Paruta，1907年11月21日—1999年12月7日），以路易斯·德·莉瑪（法語：Darling Légitimus）聞名，是一名法國女演員。1983年，她以電影《黑人小茅屋街》贏得沃爾庇杯最佳女演員獎。

## 逝世
1999年12月7日，她死於法國近巴黎法蘭西島大區的勒克雷姆兰-比塞特尔。

## 公眾敬意
作家加利西斯·比婭拉和加勒比演員Luc Saint-Eloy於2000年凱撒獎以「自由」集體代表上台，宣稱要在法國電視屏幕上最多在場人數之一向她哀悼，因為創辦人「忘記」點名德·莉瑪為去年最偉大逝世人物之一。